# Punaand
Punaand (Spatula puna) är en sydamerikansk andfågel i familjen änder.

## Utseende och levnadssätt
Punaanden är en medelstor and, cirka 48–51 centimeter lång. Den kraftigt ljusblåa stora näbben och pregnanta ansiktsteckningen är karakteristisk. Den har en svart hätta som går nedanför ökat. Ansiktet och nacken är gräddvit. Övergumpen är vidare grå medan flankerna är mörkbruna med tunna vita streck. Rygg och bröst är cappuccinofärgade med mörkbruna fläckar. Könen liknar varandra.
I det vilda lever punaanden i små artrena flockar eller tillsammans med dess närmaste släkting silveranden. Den lägger ägg mellan april och juni. Äggen läggs i högt gräs, inte alltid nära vatten. Likt svanar och gäss tar båda föräldrarna hand om ungarna. Honan och hanen bildar långvariga förhållanden.

## Utbredning och systematik
Fågeln förekommer i höglänta sjöar och dammar i Anderna från Peru till nordvästra Argentina och norra Chile.

### Släktskap
Punaanden är mycket nära släkt med silveranden (Anas versicolor) och betraktades tidigare som en underart av denna. Numera urskiljs den oftast som egen art med tanke på dess markant större och mer enfärgade blå näbb samt annorlunda teckningar på bröst och buk. Punaanden och silveranden är närmast släkt med den afrikanska sumpanden. 

### Släktestillhörighet
Tillsammans med exempelvis skedand förs de numera oftast till släktet Spatula. Flera genetiska studier visar att dessa står närmare ångbåtsänder i Tachyeres och sydamerikanska änderna i de monotypiska släktena Speculanas, Lophonetta och Amazonetta. Svenska BirdLife Sveriges taxonomikommitté följde efter 2022.

## Status och hot
Arten har ett stort utbredningsområde och en stor population med stabil utveckling. Utifrån dessa kriterier kategoriserar IUCN arten som livskraftig (LC).

## Namn
Puna är en naturtyp med bergsslätter och ödemarker i de centrala delarna av Anderna i Sydamerika.

## Bildgalleri

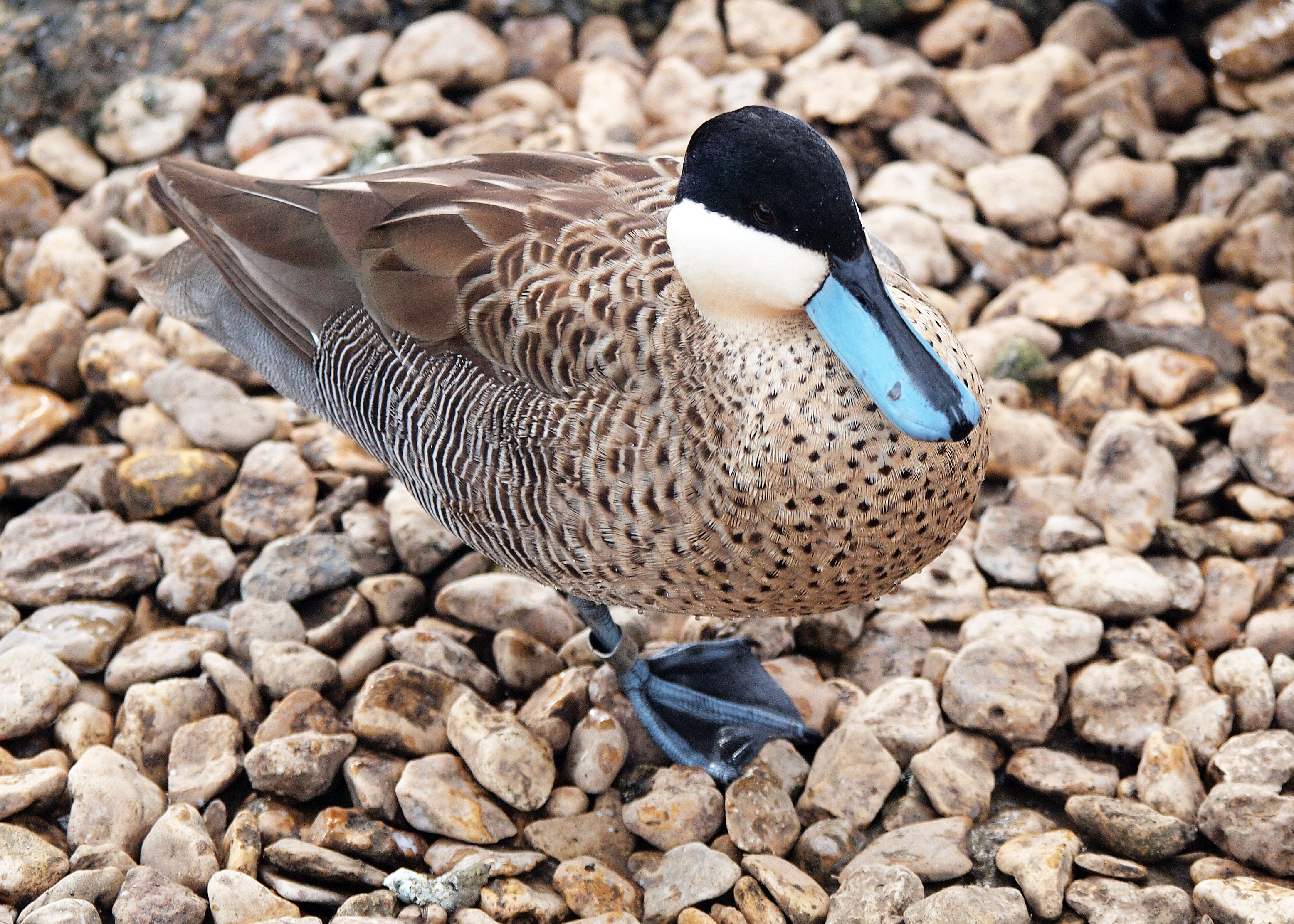
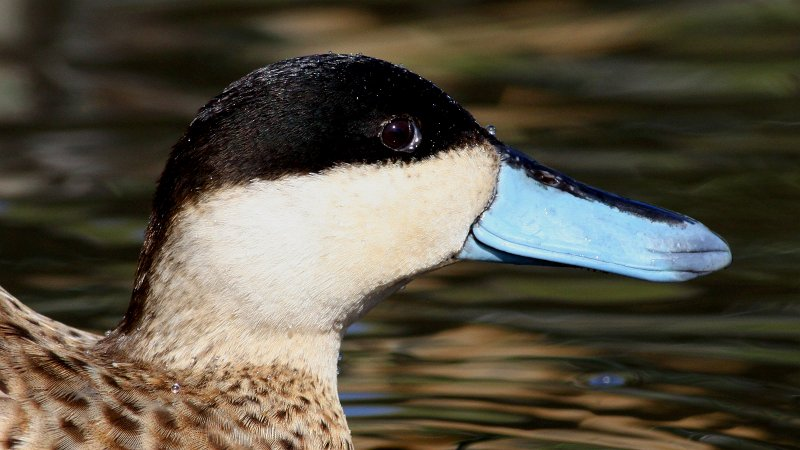
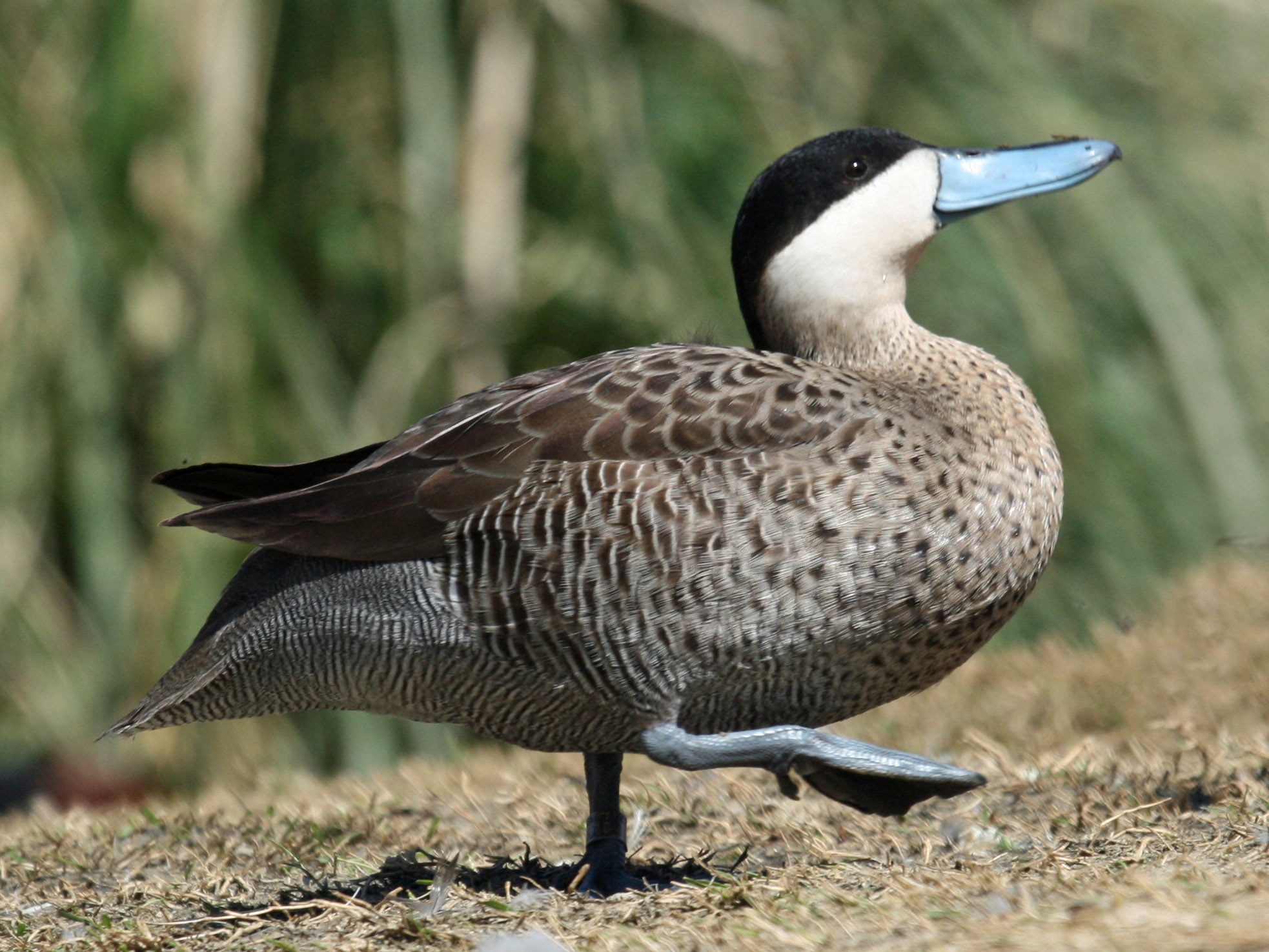
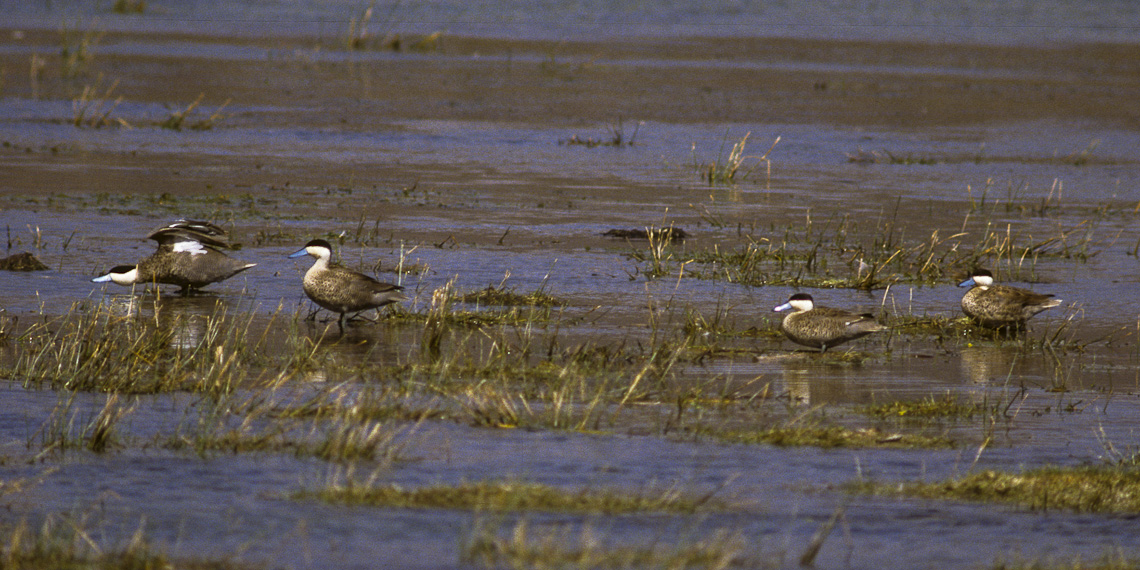
Punaand i Peru.
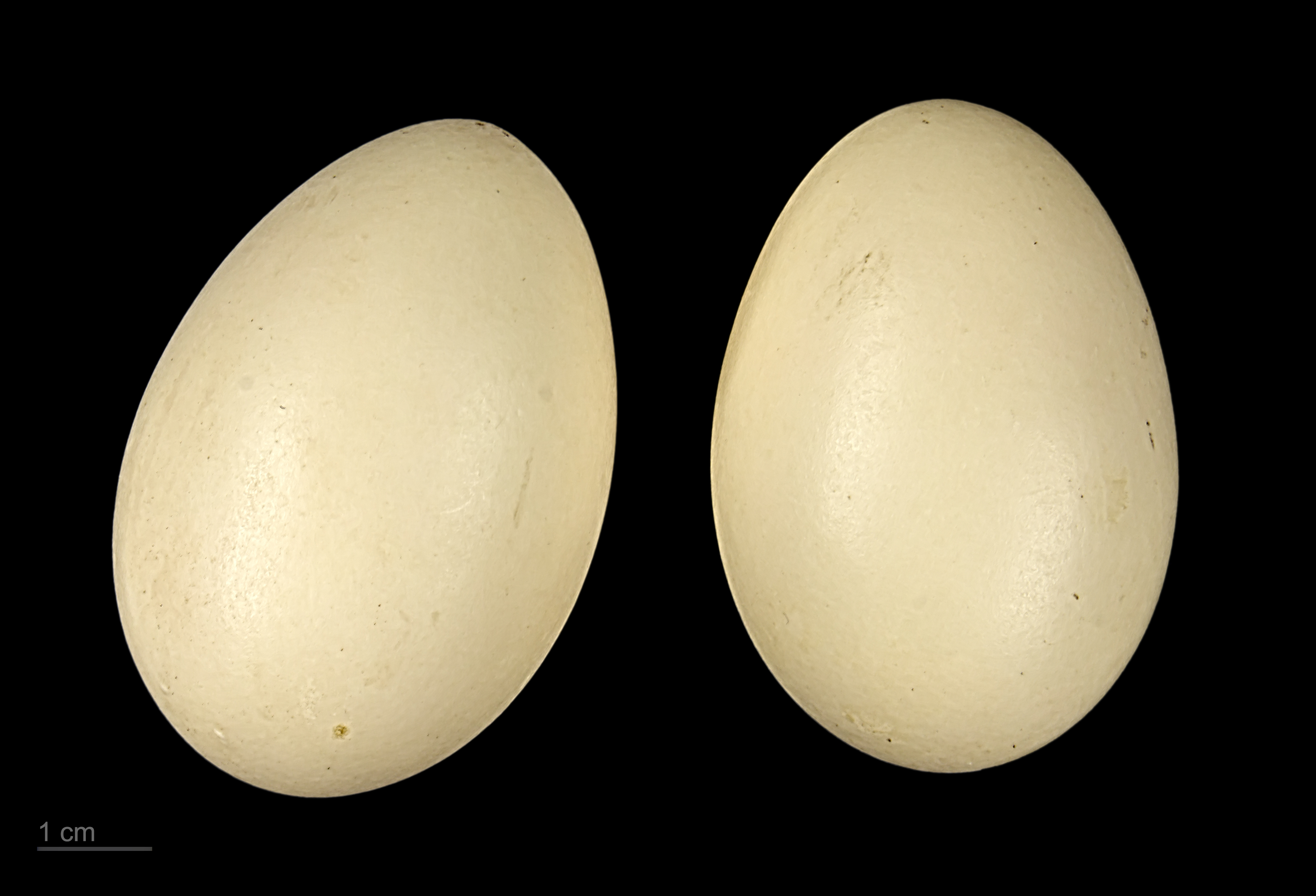
Museum specimen